# دریاچه کاواگوچی
دریاچه کاواگوچی (به ژاپنی: 河口湖, Kawaguchi-ko) (معنی لغوی: دریاچهٔ دهانهٔ رود) در حاشیهٔ شهر فوجیکاواگوچیکو در جنوب استان یاماناشی نزدیک به کوه فوجی، ژاپن واقع شده است. این دریاچه از نظر مساحت دومین دریاچه بزرگ از پنج دریاچه فوجی است و در پایین‌ترین ارتفاع قرار دارد. این دریاچه در ارتفاع تقریبی ۸۰۰ متر (۲٬۶۲۵ فوت) واقع شده است که باعث تابستان‌های نسبتاً خنک و زمستان‌های یخ‌زده آن می‌شود. همچنین این دریاچه طولانی‌ترین خط ساحلی را از میان پنج دریاچه فوجی دارد.
این دریاچه در مرزهای پارک ملی فوجی-هاکونه-ایزو قرار دارد.
این دریاچه هیچ خروجی طبیعی ندارد و سیلاب در مناطق مسکونی اطراف آن مشکلی بزرگ بود تا اینکه در سال ۱۹۱۴ کانالی برای اتصال آن به یک شاخه از رود ساگامی ساخته شد.
همانند سایر دریاچه‌های پنج‌گانه فوجی، این منطقه یک مقصد محبوب گردشگری است که دارای هتل‌های زیادی در کنار دریاچه، امکانات موج‌سواری، کمپ‌ها و قایق‌های گشتی است. کپور کروسی ژاپنی و سیمین‌ماهی هوکایدو در دوره میجی به این دریاچه معرفی شدند و ماهیگیری ورزشی نیز در این منطقه محبوب است. دریاچه کاوگوچی از نظر تعداد گردشگر، محبوب‌ترین دریاچه از پنج دریاچه فوجی است و دارای بیشترین زیرساخت گردشگری توسعه‌یافته می‌باشد. این منطقه همچنین به عنوان یک مرکز مهم برای کسانی که در فصل کوهنوردی (ژوئیه و اوت) قصد صعود به کوه فوجی دارند، شناخته می‌شود و به دلیل چشم‌انداز کوه از ساحل، برای عکاسان نیز محبوب است.
در سال ۲۰۱۳ این دریاچه به عنوان بخشی از سایت فرهنگی فوجی‌سان به فهرست میراث جهانی اضافه شد.
یکی از بهترین راه‌ها برای بازدید از این دریاچه از توکیو، قطار تندروی محدود «اکسپدیشن فوجی» است که توسط JR اداره می‌شود. این قطار تا سه بار در روز از ایستگاه شینجوکو حرکت می‌کند.
این منطقه همچنین توسط سرویس‌های اتوبوسرانی متعدد از مکان‌های مختلف توکیو مانند باستا شینجوکو، ایستگاه توکیو،  شهر شیبویا مارک و غیره سرویس‌دهی می‌شود. بیشتر این خدمات توسط فوجی کیوکو اداره می‌شوند.

## نگارخانه

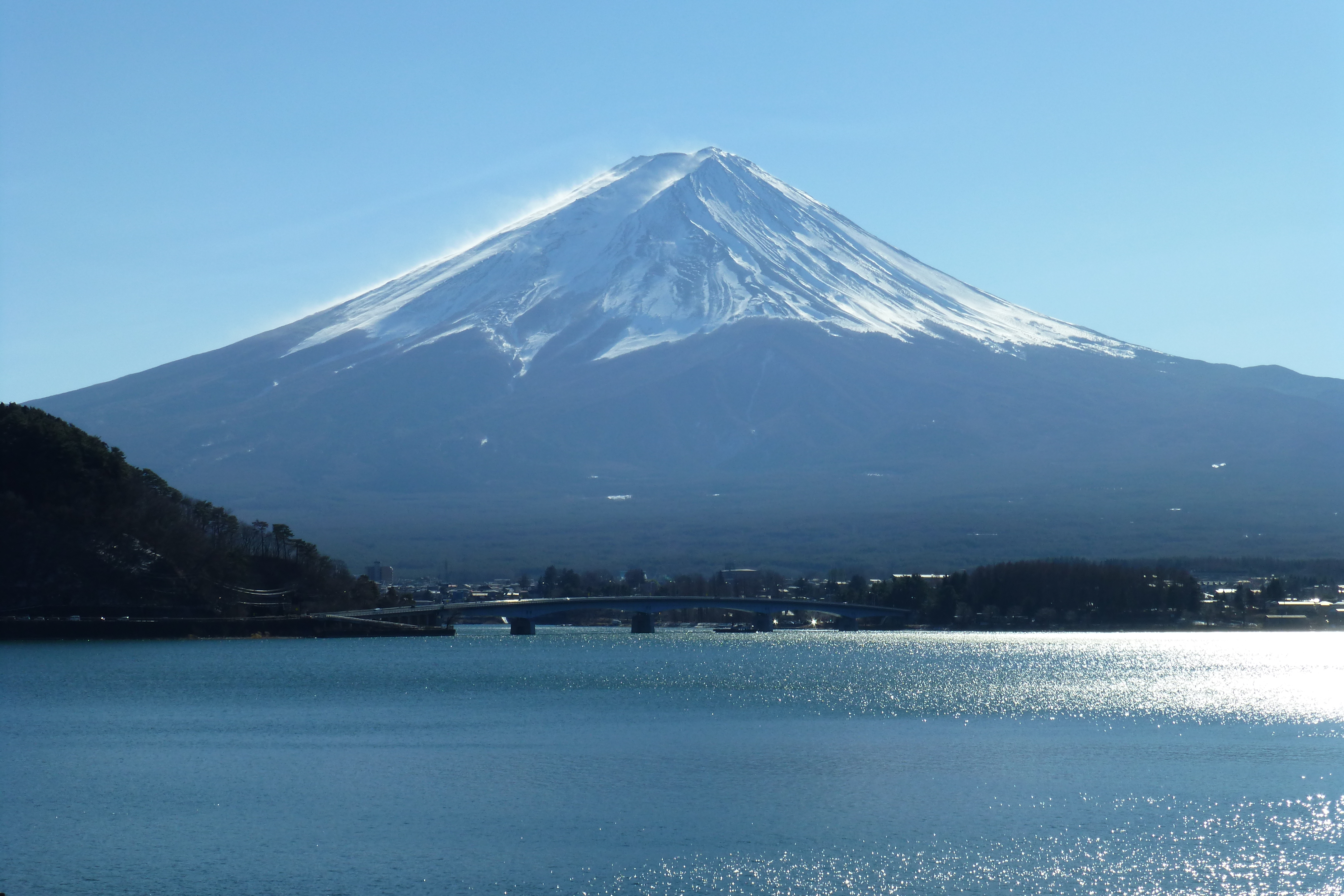
کوه فوجی و دریاچه کاوگوچی
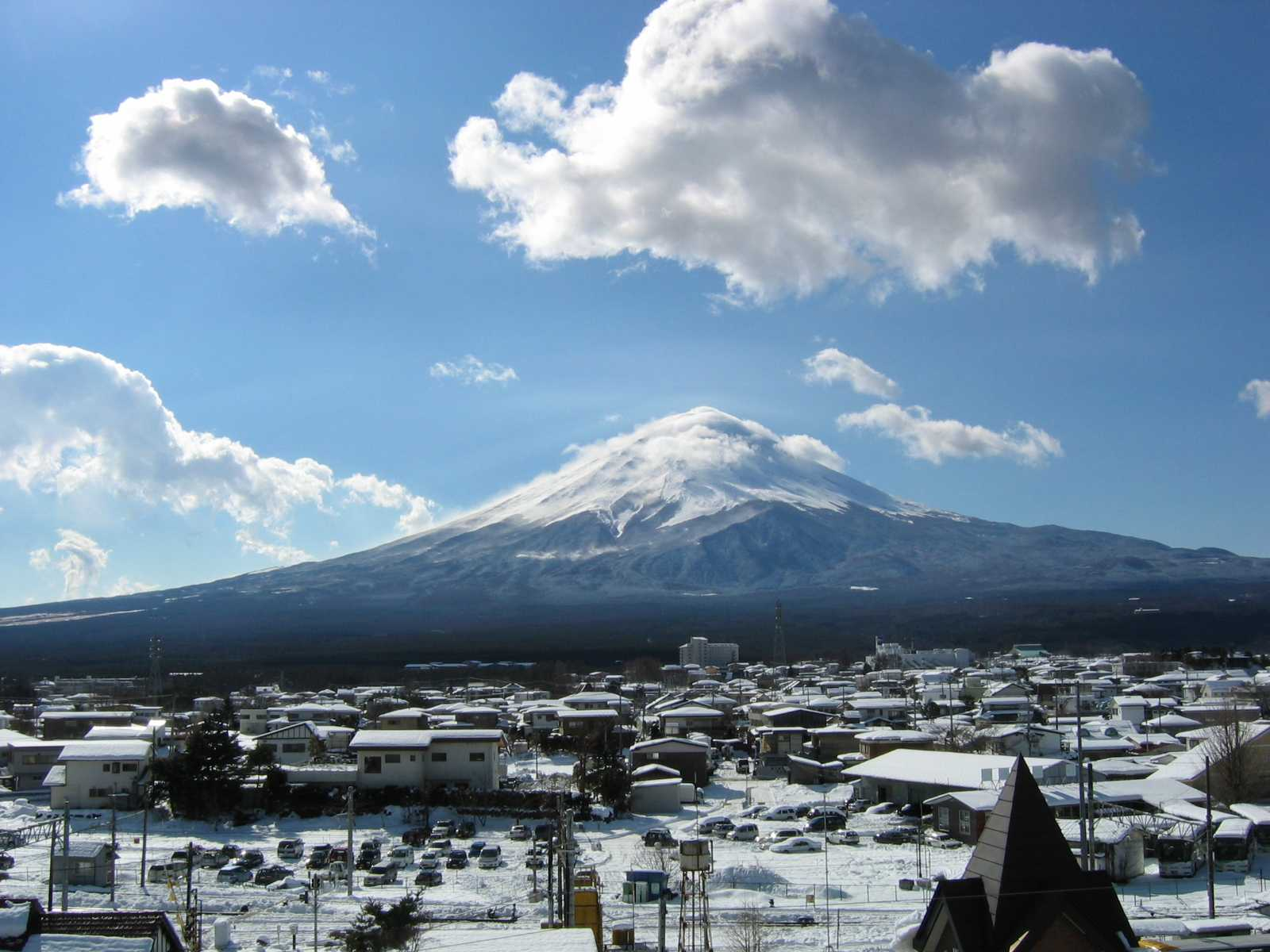
کوه فوجی و ایستگاه کاوگوچیکو
قسمت شرقی
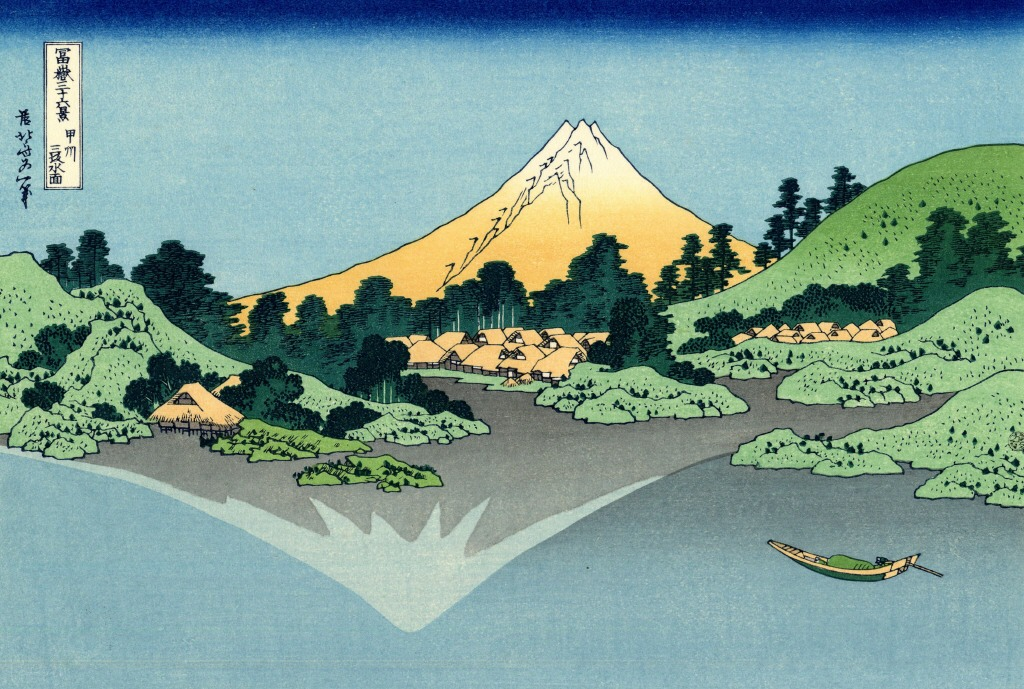
کاتسوشیکا هوکوسائی
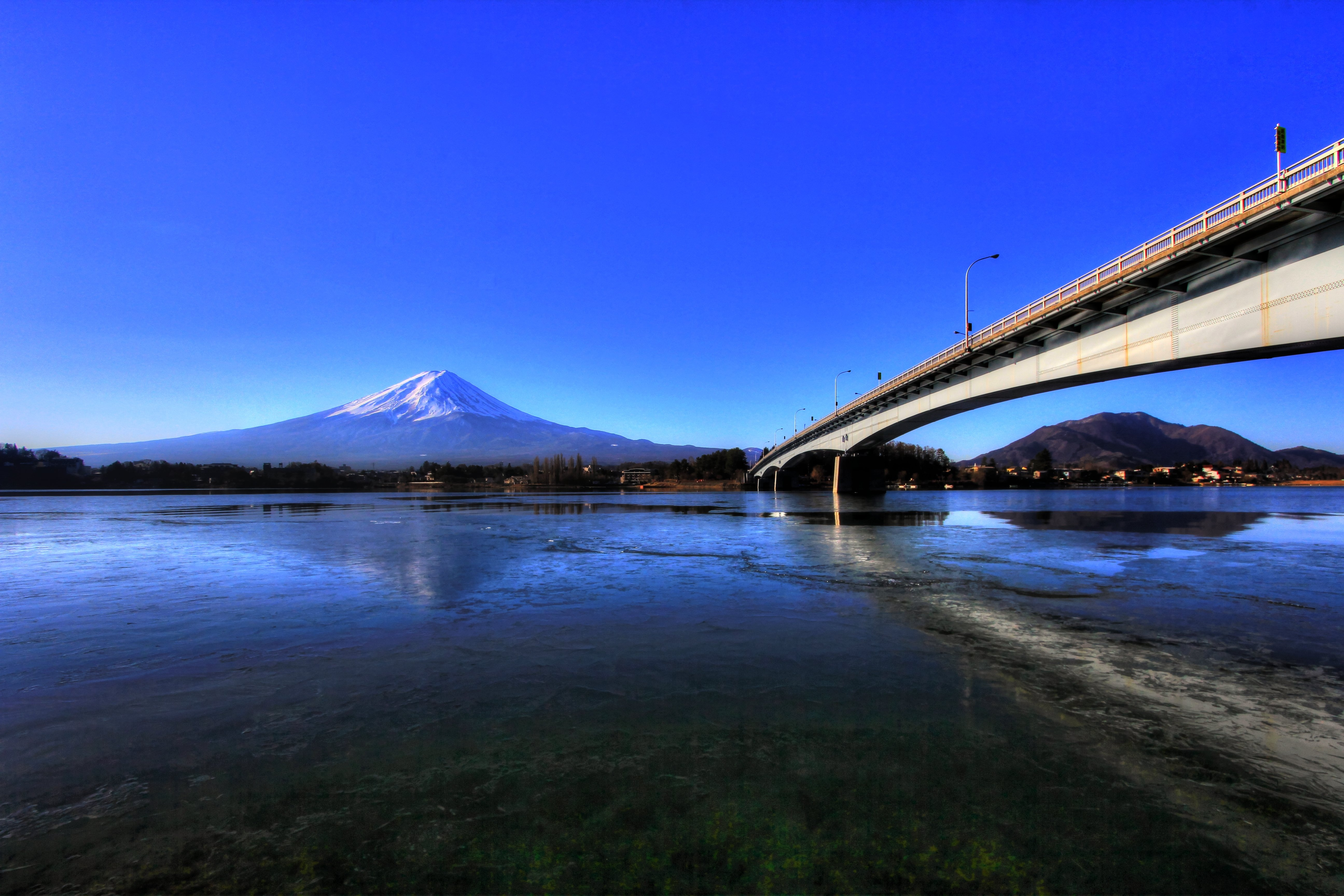
پل کاوگوچیکو
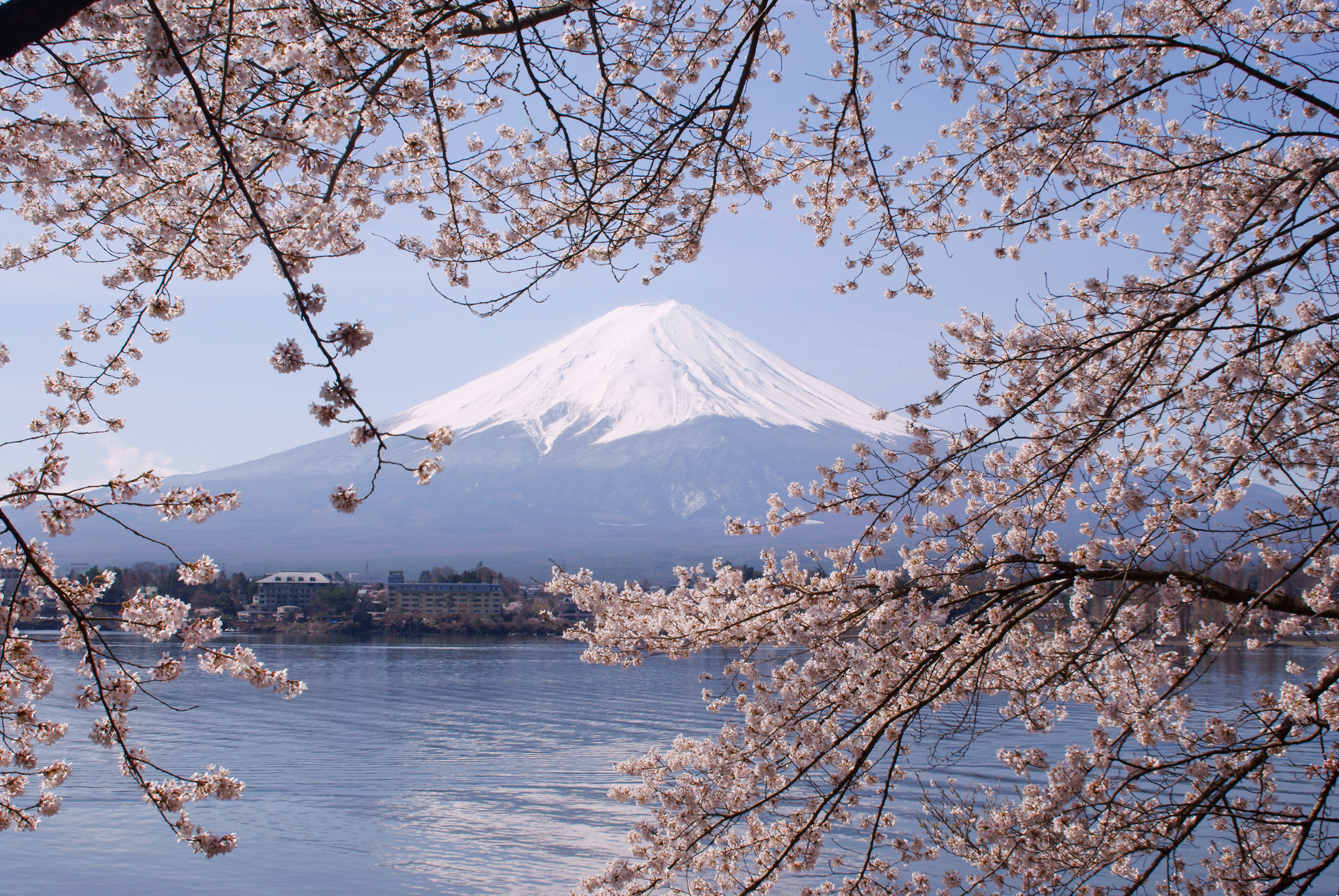
درختان گیلاس
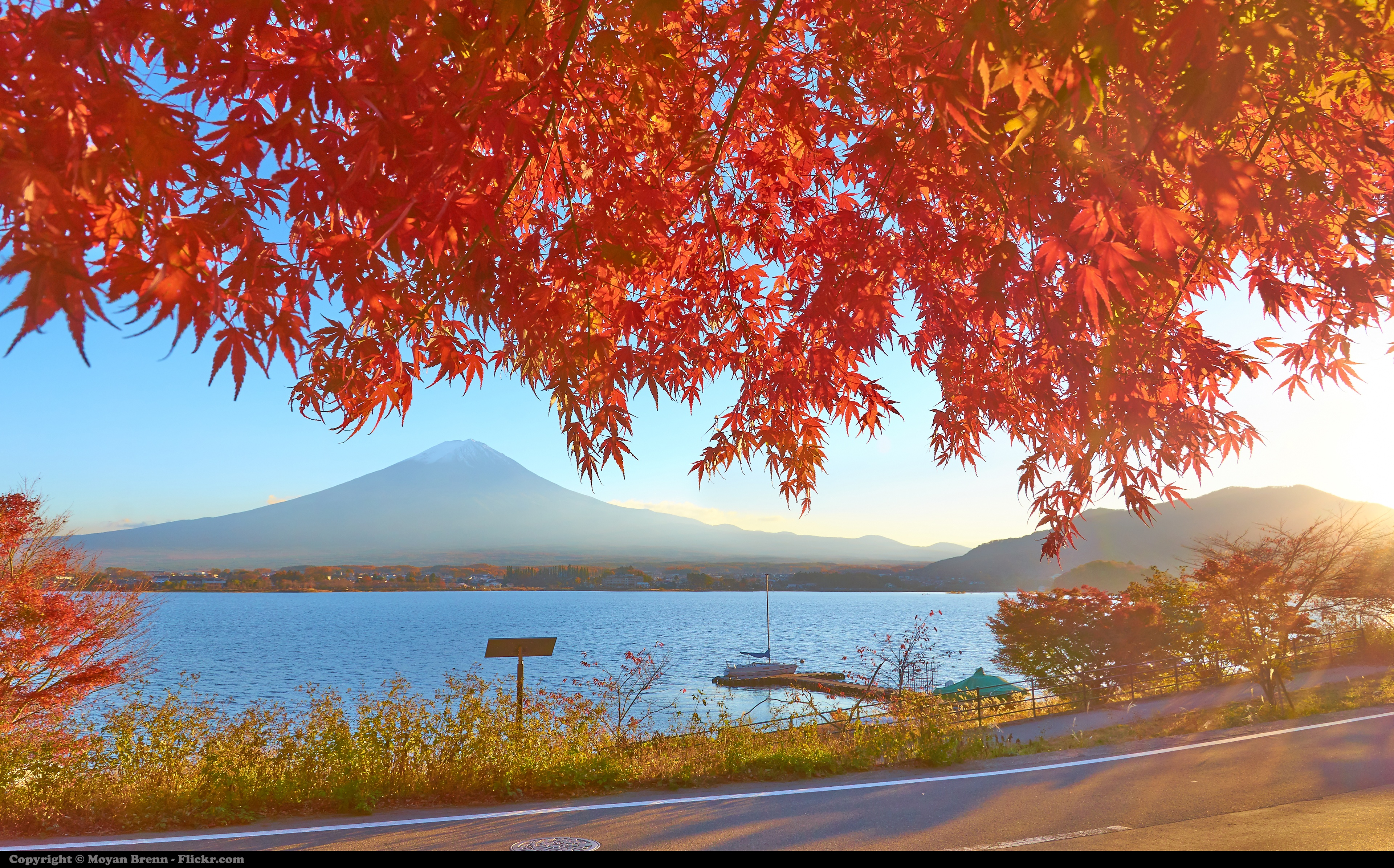
پاییز
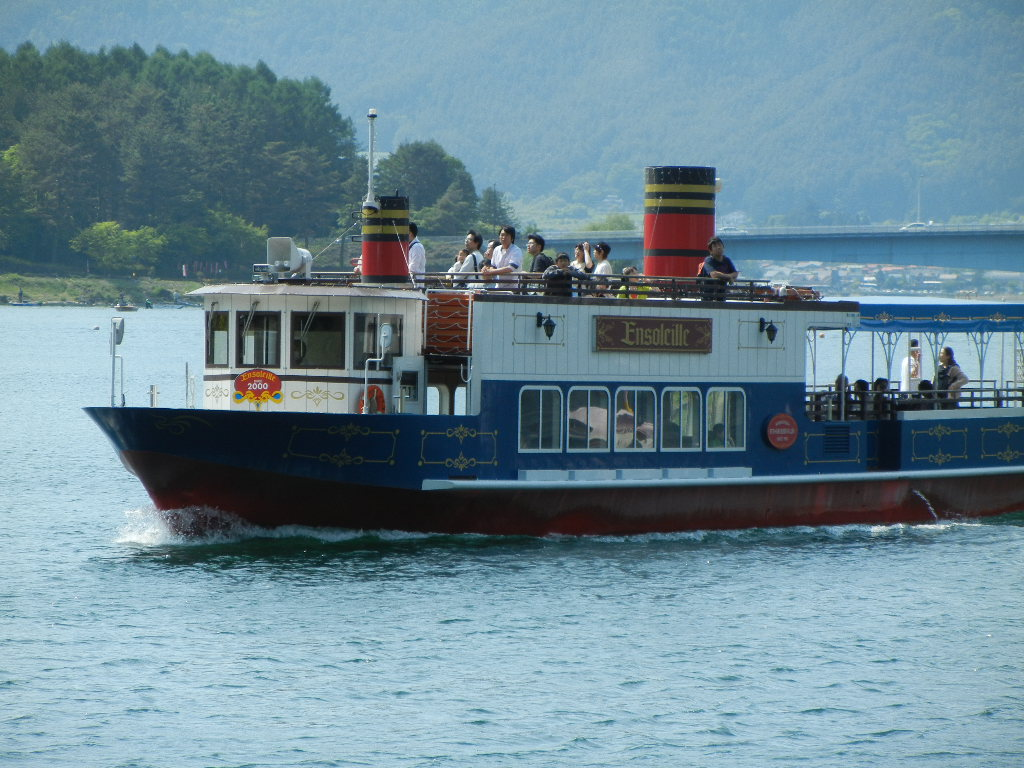
کشتی انسل